# Сересо Осака
«Сересо Осака» (яп. セレッソ大阪 Сэрэссо О:сака, англ. Cerezo Osaka) — японский футбольный клуб из города Осака, префектура Осака.
Клуб был основан в 1957 году как футбольная секция компании «Янмар Дизель», а в 1995 году под именем «Сересо Осака» присоединился к профессиональной футбольной Джей-лиге. Название происходит от испанского слова «сересо» (с исп. — «сакура»). Высшим достижением команды, являются бронзовые медали чемпионата в 2010-м году. Розовый — цвет цветущей сакуры, стал основным цветом формы клуба.

## Достижения
- Чемпион Японии (4): 1971, 1974, 1975, 1980
- Обладатель Кубка Императора (4): 1968, 1970, 1974
- Финалист кубка Императора (8): 1971, 1972, 1976, 1977, 1983, 1994, 2001, 2003
- Обладатель Кубка Джей-лиги: 2017